# 징스 고속철도
징스 고속철도(중국어: 京石客运专线)는 중화인민공화국의 베이징 서역과 스자좡 역을 연결하는 고속철도이다. 징광 고속철도의 서부 구간으로 이 구간의 개통으로 베이징에서 스자좡 구간 왕복 시 소요 시간이 1시간으로 단축되었다. 스자좡 역에서 스우 고속철도와 직결 운행한다. 건설 비용은 43억 8,700만 위안이 소요되었다.

## 역사
- 2012년 12월 26일 : 스우 고속철도 2단계 구간과 동시에 개통.[2]

## 역 목록
| 한국어          | 중국어   | 영어              | 영업 거리 (km) | 소재지    |
| --------------- | -------- | ----------------- | -------------- | --------- |
| 베이징 서역     | 北京西   | Beijing West      | 0              | 베이징시  |
| 줘저우 동역     | 涿州东   | Zhuozhou East     | 59             | 바오딩 시 |
| 가오베이뎬 동역 | 高碑店东 | Gaobeidian East   | 84             | 바오딩 시 |
| 바오딩 동역     | 保定东   | Nanfen North      | 139            | 바오딩 시 |
| 딩저우 동역     | 定州东   | Dingzhou East     | 200            | 바오딩 시 |
| 정딩 공항역     | 正定机场 | Zhengding Airport | 244            | 스자좡 시 |
| 스자좡 역       | 石家庄   | Shijiazhuang      | 280            | 스자좡 시 |

## 같이 보기
- 스우 고속철도
- 우광 고속철도
- 광선강 고속철도